# Bembrops curvatura
Bembrops curvatura is een straalvinnige vissensoort uit de familie van baarszalmen (Percophidae). De wetenschappelijke naam van de soort is voor het eerst geldig gepubliceerd in 1952 door Okada & Suzuki.